# بردفرد تامس واگنر
بردفرد تامس واگنر (انگلیسی: Bradford Thomas Wagner؛ زاده ۳۱ مارس ۱۹۶۸ - درگذشته ۱۳ ژوئیهٔ ۲۰۰۵) یک بازیگر پورنوگرافی اهل ایالات متحده آمریکا بود.